# Hush (chanson de Joe South)
Pour les articles homonymes, voir Hush.
Singles de Deep Purple
Kentucky Woman
(novembre 1968)
Pistes de Shades of Deep Purple
And the Address One More Rainy Day
Hush est une chanson écrite par Joe South qui a été interprétée par de nombreux artistes, en particulier  Deep Purple.

## Histoire
Joe South écrit Hush pour le chanteur américain Billy Joe Royal, qui l'enregistre en 1967. Sa version se classe à la 52e place du Billboard Hot 100, le hit-parade américain. Elle est bientôt reprise par le chanteur anglais Kris Ife (en), dont la version connaît un certain succès en Europe.
C'est par le biais de la reprise de Kris Ife que Deep Purple, groupe fraîchement formé, découvre la chanson, par l'entremise de son guitariste Ritchie Blackmore. Elle intègre rapidement son répertoire scénique et figure parmi les titres enregistrés pour le premier album du quintette, Shades of Deep Purple. La maison de disques Tetragrammaton Records choisit Hush pour être le premier 45 tours de Deep Purple, ce qui se révèle judicieux puisqu'elle se classe 4e aux États-Unis. En revanche, elle passe totalement inaperçue dans le pays d'origine du groupe.
Deep Purple continue à interpréter la chanson sur scène malgré le départ du chanteur Rod Evans et son remplacement par Ian Gillan. En 1988, le groupe célèbre son vingtième anniversaire en enregistrant une nouvelle version de Hush, chantée par Gillan, qui figure en bonus sur l'album live Nobody's Perfect. Elle est également éditée en 45 tours, et se classe 62e au Royaume-Uni et 44e du classement américain Hot Mainstream Rock Tracks.

## Reprises
- En 1968, l'auteur de la chanson, Joe South, l'enregistre pour son deuxième album "Games people play"[5]
- En 1968, Hush est adaptée en français par Georges Aber sous le titre Mal pour Johnny Hallyday (sur l'album Jeune Homme).
- Sur son album Ringolevio de 1987, Little Bob propose une version modernisée et très vitaminée de Hush.
- Le groupe de noise rock américain Killdozer reprend Hush sur l'album For Ladies Only en 1989.
- Le groupe de hard rock suisse Gotthard reprend Hush sur l'album Gotthard en 1992.
- En 1997, la reprise du groupe de rock psychédélique britannique Kula Shaker se classe no 2 au Royaume-Uni[4].
- Joe Lynn Turner, ex-chanteur de Deep Purple, inclut Hush sur son album de reprises Under Cover en 1997.

## Utilisations
La version de Deep Purple apparait dans l'épisode 3 de la saison 2 de la série Prison Break, le film Sale Temps à l'Hôtel El Royale, dans Once Upon a Time… in Hollywood et dans Cruella.